# Рыбалкин, Михаил Дмитриевич
Михаил Дмитриевич Рыбалкин — командир отделения саперного взвода 1081-го стрелкового полка (312-я стрелковая дивизия, 69-я армия, 1-й Белорусский фронт), младший сержант.

## Биография
Михаил Дмитриевич Рыбалкин родился в крестьянской семье в селе Лобаниха Новичихинской волости Барнаульского уезда Томской губернии (в настоящее время Новичихинский район Алтайского края). Окончил 4 класса школы, работал в колхозе трактористом.
С началом Великой Отечественной войны 12 июля 1941 года Новичихинским райвоенкоматом был призван в ряды Красной армии. Направлен служить в запасной полк в Благовещенске, где проходил обучение сапёрному делу.
С января 1944 года на фронтах Великой Отечественной войны. Был сапёром, с октября 1944 года командиром отделения.
30 мая 1944 года в районе города Ковель красноармеец Рыбалкин с группой разведчиков проделал проход проходы в минных полях, снял совершенствованные заграждение, затем охранял разминированный проход и прикрывал автоматным огнём отход группы с пленным. Приказом по дивизии от 4 июня 1944 года он был награждён орденом Славы 3-й степени.
18 июля 1944 года в районе города Ковель под миномётно-артиллерийским огнём ефрейтор Рыбалкин проделал проход в заграждениях противника, чем обеспечил пехотным подразделениям взятие сильно укреплённой высоты 179,4. Приказом по армии от 9 августа 1944 года он был награждён орденом Славы 2-й степени.
8 октября 1944 года на Пулавском плацдарме при выполнении боевой задачи по захвату контрольного пленного на открытой местности Рыбалкин под огнём противника проделал проходы в минном поле и проволочном заграждении. После отходы группы своевременно закрыл проходы. Был представлен к награждению орденом Славы 1-й степени однако решением командования награждён 21 ноября 1944 года орденом Отечественной войны 1-й степени.
30 ноября 1944 года Рыбалкин оперативно обеспечивал продвижение разведгруппы в тыл противника и затем закрыл проделанным им проходы в минных полях. Приказом по полку от 12 декабря 1944 года он был награждён медалью «За отвагу».
Командир отделения младший сержант Рыбалкин 16 января 1945 года при преследовании отступающего противника южнее города Пулавы со своим отделением под огнём противника проделал проходы через минные поля для танков и пехоты. Лично обезвредил 80 противотанковых и 150 противопехотных мин. Был представлен к награждению орденом Славы 1-й степени. Указом Президиума Верховного Совета СССР от 31 мая 1945 года он был награждён этим орденом.
В последние бои войны сержант Рыбалкин участвовал в штурме Берлина. 16 апреля 1945 года в боях по прорыву глубоко эшелонированной обороны противника в районе города Лебус со своим отделением проделал проходы в минных полях. Саперы сняли более 300 противопехотных и более 200 противотанковых мин. 23 апреля 1945 года при форсировании реки Шпрее заменил вышедшего из строя командира взвода, организовал подразделение на постройку плотов из подручных средств. Под огнём противника обеспечил переправу орудий артиллерийского полка. Приказом по 69 армии щт 17 июня 1945 годамсержант Рыбалкин награждён орденом Красного Знамени.
Старшина Рыбалкин в 1945 году демобилизовался. Вернулся на родину, в Лобаниху. Работал трактористом в колхозе. Последние годы жизни жил у сына в городе Джамбул.
В 1985 году в порядке массового награждения участников войны к 30-летию Победы был награждён орденом Отечественной войны 1-й степени.
Скончался Михаил Дмитриевич Рыбалкин 7 октября 1985 года.